# Markus Birkhoff
Markus Birkhoff (* 1967 in Grevenbroich) ist ein deutscher Gitarrist und Gitarrenlehrer.

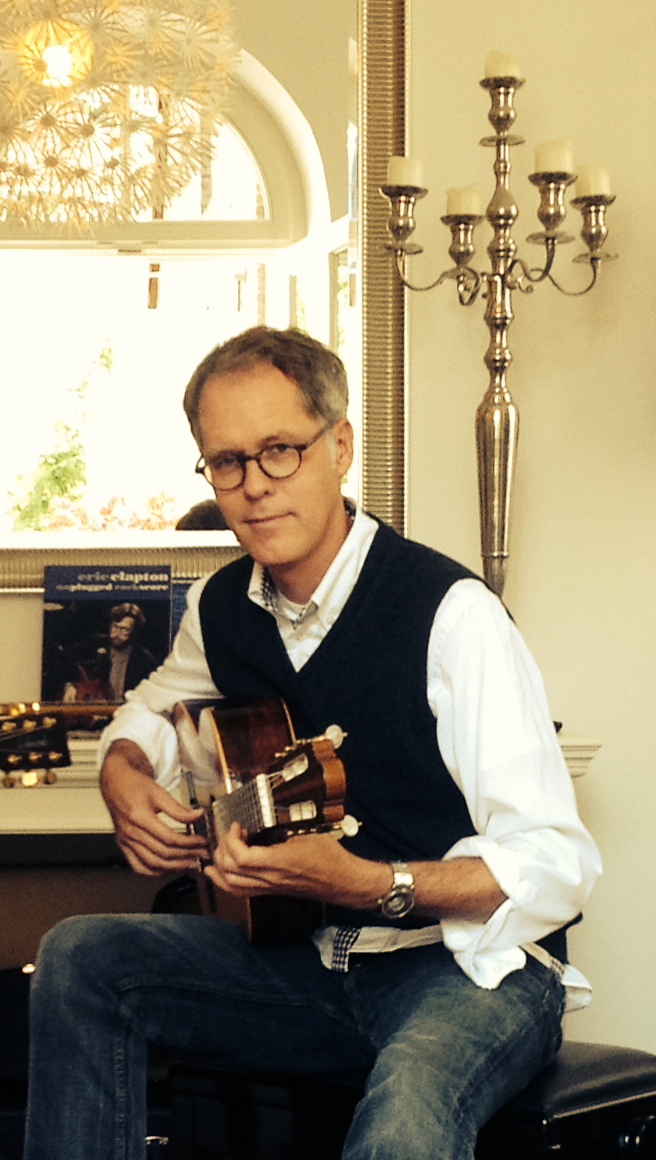
Markus Birkhoff mit Gitarre

## Leben
Markus Birkhoff lebt in Kevelaer am Niederrhein und spielt seit seinem zehnten Lebensjahr klassische Gitarre. An der Robert Schumann Hochschule für Musik in Düsseldorf wurde er seit 1988 bei Maritta Kersting, Professorin für Gitarre ausgebildet und legte 1993 das Musiklehrerexamen ab. Des Weiteren absolvierte er dort 1996 die künstlerische Reifeprüfung mit Auszeichnung und beendete sein Studium 1997 mit dem Konzertexamen. Im gleichen Jahr erschien seine vielbeachtete Debut-CD mit Werken von John Dowland und Johann Sebastian Bach, der weitere klassische Gitarren-CDs folgten.
Markus Birkhoff, der an mehreren Wettbewerben teilnahm, war 1994 im Rahmen des Schleswig-Holstein-Musikfestival Schüler des englischen Gitarristen und Lautenisten Julian Bream. Zahlreiche Konzerte, Rundfunk- und Fernsehproduktionen u. a. WDR, solistisch bzw. in unterschiedlicher Kammermusikbesetzung oder Orchester, sowie seine Tätigkeit als selbständiger Musiklehrer runden das künstlerische Engagement ab.

## Diskografie
- Markus Birkhoff spielt Dowland & Bach – erschienen 1997 (BWV 1006a)
- Markus Birkhoff spielt Gitarrenmusik der Romantik – erschienen 1999 mit Werken von Fernando Sor, Agustín Barrios Mangoré, Manuel María Ponce und Francisco Tárrega
- Gitarrenmusik aus 4 Jahrhunderten – erschienen 2004 mit den Werken von John Dowland, William Lawes, Fernando Sor und Enrique Granados
- Gaesdoncker Gitarrenensemble – erschienen 2006 mit dem Gitarrenensemble des Collegium Augustinianum Gaesdonck
- Der Tag will sich nun neigen – erschienen 2009 mit Werken von Johann Sebastian Bach (BWV 998), Dowland, Mauro Giuliani, Francisco Tárrega, Francis-Paul Demillac, Heitor Villa-Lobos, Christian Gottlieb Scheidler u. a.

## Auszeichnungen (1985 bis 1991)
- 1. Preis Jugend musiziert, Wettbewerb für Gitarre (Solo)
- Preisträger beim Internationalen Gitarrenwettbewerb in Roermond (NL)
- Kulturpreisträger der Stadt Kevelaer, 1985
- 1. Preis beim Regional-, Landes- und Bundeswettbewerb für Jugendorchester in Würzburg
- 1. Preis Jugend musiziert, Wettbewerb für Gitarre (als Duo)
- Kulturpreisträger der Stadt Kevelaer, 1991

## Musikalische Zusammenarbeit
- Wolfgang Seifen, Professor an der Universität der Künste Berlin[1]
- Hans Udo Kreuels, Professor am Vorarlberger Landeskonservatorium, Österreich
- Elmar Lehnen, Organist an der päpstlichen Marinbasilika, Kevelaer
- Rainer Killich, Doktor der Musikwissenschaften, Kevelaer[2]
- Steffen Gumpert, Duisburg[3]
- Pavle Polacek, Geldern
- Boris Böhmann, Freiburg im Breisgau
- Malcolm Arnold Sir, Vereinigtes Königreich
- Collegium Augustinianum Gaesdonck, Goch (Nordrhein-Westfalen)[4]
- Tom Löwenthal, Amsterdam (NL)

## Zusammenarbeit mit folgenden Gitarrenbauern
- Antonio Marin, Montero, Granada
- Gerold Karl Hannabach, Bubenreuth
- Kazuo Sato, Saarlouis
- Ignacio Fleta I, Barcelona
- Martin Seeliger – Lakewood Guitars, Gießen
- Hermann Hauser III., Reisbach a/Vils